# The Tremeloes
The Tremeloes est un groupe britannique de rock originaire de Londres, populaire dans les années 1960.

## Historique
Le groupe est formé en 1958 à Dagenham, dans l'Essex, sous la dénomination de Brian Poole and the Tremeloes. Il est auditionné en 1962, en plein « Swinging London », par les disques Decca et engagé aussitôt, alors même que les Beatles viennent d'être refusés.
Il se compose à l'origine de Brian Poole, chanteur, né le 2 novembre 1941, Ricky West, guitariste, né le 7 mai 1943, Alan Blakely, guitariste et claviériste, né le 1er avril 1942, Alan Howard, bassiste, né le 17 octobre 1941 et Dave Munden, batteur, né le 12 décembre 1943.
Le groupe obtient un premier succès avec Twist and Shout, no 4 en Angleterre en 1963. Il réussit même à être no 1 la même année avec « Do You Love Me », une reprise du succès des Contours.
Ses autres succès : Candy Man, no 6 en 1964, Someone Someone, no 2 la même année, Here Come My Baby, no 4 en 1967, « Silence is Golden », n ° 1 la même année, Even The Bad Times Are Good, no 4 la même année, Suddenly You Love Me, no 6 en 1968, My Little Lady, no 6 la même année, (Call Me) Number One, no 2 en 1969 et Me and My Life, no 4 en 1970.
Après le départ de Brian Poole, en 1966, le groupe continue sa carrière sous la simple dénomination de Tremeloes, avec Ricky West comme leader.
Me and My Life est un succès en 1970 et figure dans les charts de l'hebdomadaire Melody Maker. Leur album qui sort plus tard ne se vend pas bien. Néanmoins, les Tremeloes enregistrent plusieurs singles de plus tout au long de la décennie, y compris The Blue Suede, Ride On, Say Ole If You Love Me et Do I Love You, dont certains passent régulièrement à la radio, en particulier sur Radio Luxembourg. Ils ont aussi sorti trois autres albums, Shiner (1974), Don't Let The Music Die (1975), et un best of, One For All en 1992.
En 2004, le groupe se réunit pour un concert de levée de fonds à destination des familles victimes du tsunami de 2004.
Les Tremeloes sont toujours ensemble aujourd'hui : West et Munden donnent des concerts dans toute l'Europe avec des musiciens de 1960 et 1970 d'autres groupes. Hawkes est également toujours un artiste actif et dirige son propre groupe. Brian Poole a tourné avec son groupe The Electrix. Alan Blakely est décédé en 1996.

## Membres du groupe
- Brian Poole — né le 2 novembre 1941, Barking, Essex — chanteur, leader du groupe (jusqu'en 1968[2])

The Tremeloes
- Alan Howard — né le 17 octobre 1941, Dagenham, Essex — Bassiste / chanteur (depuis 1966).
- Alan Blakely — né Alan David Blakely le 1er avril 1942, Bromley, Kent — décédé le 10 juin 1996 — guitare rythmique / clavier / chant.
- Ricky West — né Richard Charles Westwood, né le 7 mai 1943, Dagenham, Essex — guitare / chant.
- Dave Munden — né David Charles Munden, né le 2 décembre 1943, Dagenham, Essex — batteur.
- Chip Hawkes — né Leonard Donald Stanley Hawkes, né le 2 novembre 1945, Shepherd's Bush, West Londres — bassiste depuis 1965.
- Mick Clarke — né Michael William Clarke, né le 10 août 1946, Grimsby, Lincolnshire — Bassiste.
- Joe Gillingham — né Joseph Gillingham, né en 1946, Bournemouth, Hampshire, maintenant Dorset — pianiste.
- Davey Fryer — né David Anthony Fryer, né en 1951, Seaford, Sussex de l'Est — Bassiste.